# Archidiecezja Songea
Archidiecezja Songea – diecezja rzymskokatolicka w Tanzanii. Powstała w 1931 jako opactwo terytorialne Peramiho. Podniesione do rangi diecezji Songea w 1969. Archidiecezja od 1987.

## Biskupi diecezjalni
- Villibrordo Lay, O.S.B. † (1913–1922)
- Gallus (Bernhard) Steiger, O.S.B. † (1922–1952)
- Eberhard (Hermann) Spiess, O.S.B. † (1953–1969)
- James Joseph Komba † (1969–1992)
- Norbert Wendelin Mtega (1992–2013)
  - Tarcisius Ngalalekumtwa 2013–2014 (administrator apostolski)
- Damian Denis Dallu (od 2014)